# Laurenz von Zaremba
Laurenz Ritter von Zaremba (* 24. November 1824 in Johannesberg, Österreichisch Schlesien; † 1895) war ein Offizier in der Habsburgermonarchie, zuletzt im Range eines Generalmajors.

## Leben
Laurenz von Zaremba entstammte einer altadeligen polnischen Familie. 1836 erfolgte sein Eintritt in die Theresianische Militärakademie in Wiener Neustadt. Während der darauffolgenden militärischen Laufbahn wurde er in insgesamt vier Feldzügen eingesetzt, genauer 1848 und 1849 in Italien und Ungarn, im Oktober 1848 auf Seiten der Kaiserlichen während der Einnahme Wiens nach dem Wiener Oktoberaufstand, sowie 1859 in Italien und im Deutschen Krieg 1866.
Im Deutschen Krieg konnte er, als Bataillonskommandeur eingesetzt, am 28. Juli 1866 nach einem „gelungenen Ausfall“ mit vielen Gefangenen, erbeuteten Waffen und Bagage in seine Stellungen in Theresienstadt zurückkehren.

## Trivia
Ein Gemälde seiner Person hängt bis heute in der Theresianischen Militärakademie.
Am 23. Mai 1880 wohnte er neben Kaiser Franz Joseph und Kaiserin Elisabeth als Ehrengast der Eröffnung des „Denkmals der 1400“ bei.

## Auszeichnungen
- Orden der Eisernen Krone III. Klasse – 24. Juli 1859[1]